# DIAMOND HALL
DIAMOND HALL（ダイアモンド・ホール）は、愛知県名古屋市中区新栄にあるライブハウス。運営はエスフラッグプロモーション。

## 概要
1992年にオープン。「DIAMOND HALL」の改称前は「CLUB DIAMOND HALL」、それ以前は「フレックスホール」、前身の雲竜ビル開館当初には「雲竜ホール」という名称だった。
2005年にZepp Nagoyaがオープンするまでは、名古屋のライブハウスでは収容人数が最大規模であった。
プロレスの興行も開かれており、大日本プロレスで名物となっている蛍光灯デスマッチも可能である。
2015年4月25日にリニューアルオープン。
西館B1Fの「ハートランド」「スペードボックス」「スタジオカナディア」は系列店。

## 施設
収容人数はスタンディングで1,014名、イス席で508名。
1階客席後方部は段あがりになっている。

## 最寄り駅
名古屋市営地下鉄東山線 新栄町駅から徒歩で2分。